# Zurab Dżidżiszwili
Zurab Dżidżiszwili, gruz. ზურაბ ძიძიშვილი (ur. 23 września 1973 w Bakuriani) – gruziński narciarz alpejski, dwukrotny olimpijczyk, dwukrotny uczestnik mistrzostw świata.
Dwukrotnie wziął udział w zimowych igrzyskach olimpijskich. W 1994 roku podczas igrzysk w Lillehammer wystartował w dwóch konkurencjach alpejskich – w zjeździe zajął 47. miejsce wśród 50 sklasyfikowanych zawodników, a w kombinacji nie został sklasyfikowany (po zjeździe zajmował 44. miejsce, w slalomie nie ukończył pierwszego przejazdu). Podczas ceremonii otwarcia igrzysk w Lillehammer pełnił rolę chorążego reprezentacji Gruzji. Cztery lata później na igrzyskach w Nagano ponownie uczestniczył w dwóch konkurencjach – zajął 14. miejsce w kombinacji, wyprzedzając jednego zawodnika, który został sklasyfikowany (w zjeździe osiągnął 11. wynik, a w slalomie 20.), z kolei w supergigancie nie ukończył przejazdu.
W 1996 i 1997 roku wystąpił na mistrzostwach świata w narciarstwie alpejskim. Na mistrzostwach w Sierra Nevada był 32. w slalomie gigancie oraz 62. w zjeździe i supergigancie, natomiast na mistrzostwach w Sestriere był 22. w kombinacji, 35. w slalomie gigancie, 41. w zjeździe i 54. w supergigancie.